# Murist

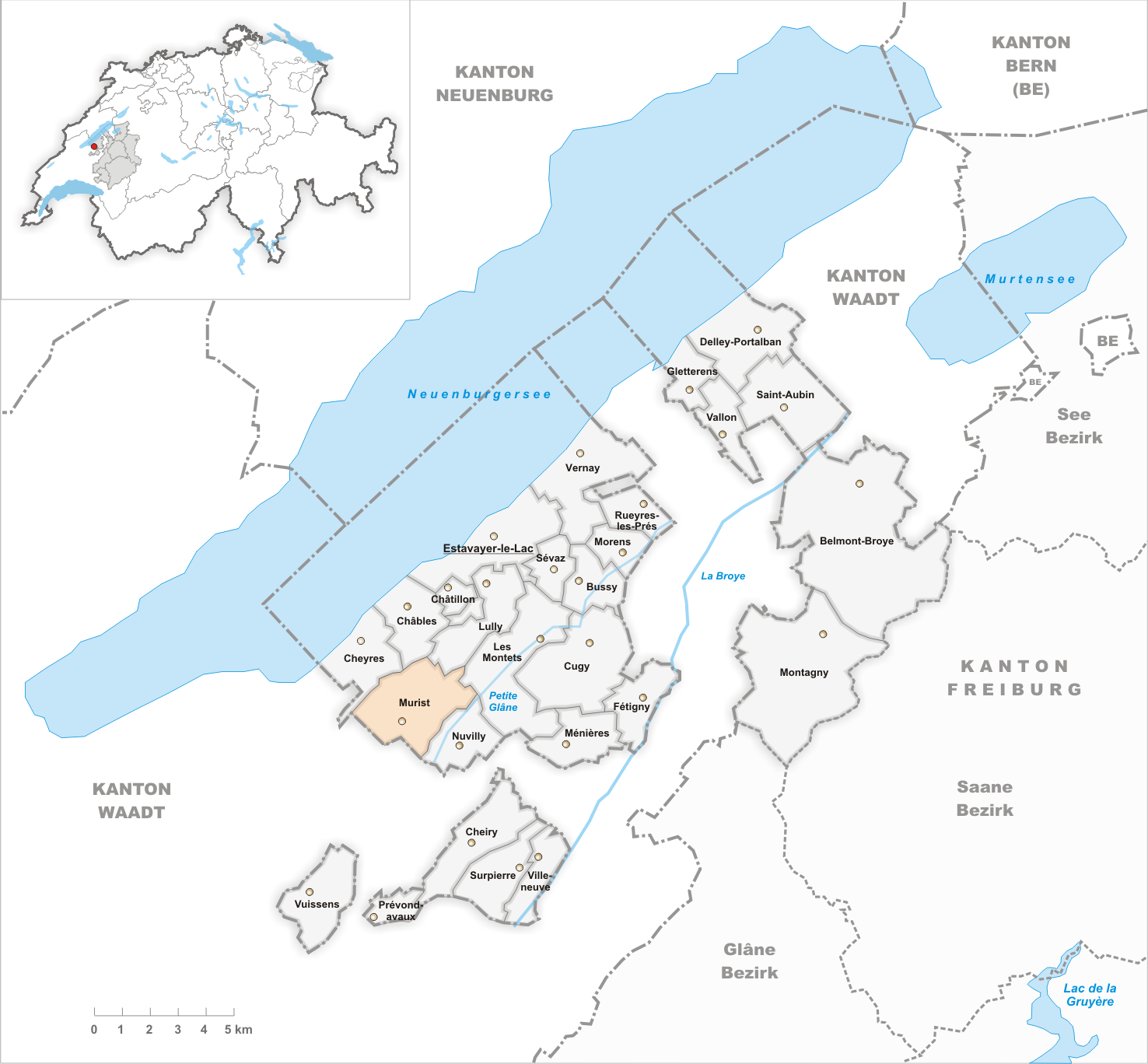
Gemeindestand vor der Fusion am 1. Januar 2017

Murist (Freiburger Patois Muriⓘ) war bis zum 31. Dezember 2016 eine politische Gemeinde im Distrikt Broye des Kantons Freiburg in der Schweiz. Am 1. Januar 2017 fusionierte Murist mit den ehemaligen Gemeinden Bussy, Estavayer-le-Lac, Morens, Rueyres-les-Prés, Vernay und Vuissens zur neuen Gemeinde Estavayer.

## Geographie
Murist liegt auf 662 m ü. M., zehn Kilometer westsüdwestlich von Payerne (Luftlinie) in der freiburgischen Exklave Estavayer-le-Lac. Das Haufendorf erstreckt sich auf dem Höhenrücken zwischen den Tälern von Bainoz im Nordwesten und Petite Glâne im Südosten, im Molassehügelland des nordwestlichen Freiburger Mittellandes.
Die Fläche des 8,2 km² grossen Gemeindegebiets umfasst einen Abschnitt des Molassehügellandes zwischen dem Neuenburgersee und dem mittleren Broyetal. Der zentrale Teil des Gebietes wird vom Plateau von Murist eingenommen, das auf der Höhe Vursy mit 695 m ü. M. seinen höchsten Punkt erreicht. Nach Nordwesten fällt das Plateau relativ sanft zum Tal des Bainoz ab. Jenseits des Baches reicht der Gemeindeboden bis in das Waldgebiet von Les Bruyères und auf die Höhe La Fréta (687 m ü. M.), die vom Tunnel d'Arrissoules der seit 2001 eröffneten Autobahn A1 unterquert wird. Im Südosten fällt das Plateau von Murist mit einem bewaldeten rund 100 m hohen Steilhang zum Tal der Petite Glâne ab. Auch ein kleines Gebiet östlich des Baches gehört noch zu Murist. Von der Gemeindefläche entfielen 1997 6 % auf Siedlungen, 18 % auf Wald und Gehölze und 76 % auf Landwirtschaft.
Zu Murist gehören die Dörfer und früher selbständigen Gemeinden Franex (582 m ü. M.) im Tal der Petite Glâne unterhalb des Tour de la Molière, La Vounaise (588 m ü. M.) am Bainoz und Montborget (650 m ü. M.) in einer Mulde westlich des Bainoz, der Weiler Fontanalla im Tal des Bainoz sowie einige Einzelhöfe. Nachbargemeinden von Murist sind Cheyres, Châbles, Lully (FR), Les Montets und Nuvilly im Kanton Freiburg sowie Treytorrens (Payerne), Chavannes-le-Chêne und Rovray im Kanton Waadt.

## Bevölkerung
Mit 631 Einwohnern (Stand 31. Dezember 2016) gehörte Murist zu den kleinen Gemeinden des Kantons Freiburg. Von den Bewohnern sind 91,9 % französischsprachig, 7,2 % deutschsprachig, und 0,7 % sprechen Italienisch (Stand 2000). Die Bevölkerungszahl von Murist belief sich 1900 auf 678 Einwohner. Nach einem Höchststand 1910 mit 713 Einwohnern wurde durch starke Abwanderung bis 1980 ein Bevölkerungsrückgang um fast 50 % auf 375 Einwohner registriert. Seither wurde wieder ein Bevölkerungswachstum verzeichnet, von 2000 bis 2022 verdoppelte sich die Einwohnerzahl.
Einwohnerzahlen: Volkszählungsdaten
Zahlen inkl. Montborget und La Vounaise (Eingemeindung 1981) und inkl. Franex (Eingemeindung 1992)

## Wirtschaft
Murist war bis in die zweite Hälfte des 20. Jahrhunderts ein vorwiegend durch die Landwirtschaft geprägtes Dorf. Noch heute haben der Ackerbau und der Obstbau sowie die Milchwirtschaft und die Viehzucht einen wichtigen Stellenwert in der Erwerbsstruktur der Bevölkerung. Weitere Arbeitsplätze sind im lokalen Kleingewerbe und im Dienstleistungssektor vorhanden, darunter in Betrieben des Baugewerbes und des Metallbaus. Bei Murist befindet sich der Steinbruch, in dem früher der Muschelsandstein von La Molière abgebaut wurde. In den letzten Jahrzehnten hat sich das Dorf auch zu einer Wohngemeinde entwickelt. Viele Erwerbstätige sind deshalb Wegpendler, die hauptsächlich in den Regionen Estavayer-le-Lac und Payerne arbeiten.

## Verkehr
Die Gemeinde liegt abseits der grösseren Durchgangsstrassen an einer Verbindungsstrasse von Estavayer-le-Lac nach Treytorrens (Payerne). Durch eine Buslinie der Transports publics Fribourgeois, die von Estavayer-le-Lac aus nach Vuissens verkehrt, ist Murist an das Netz des öffentlichen Verkehrs angebunden.

## Geschichte
Die erste urkundliche Erwähnung des Ortes erfolgte 1229 unter dem Namen Muris, abgeleitet vom gallorömischen Personennamen Mauricius. Seit dieser Zeit gehörte Murist zur Herrschaft La Molière, die zu Beginn des 14. Jahrhunderts an einen Seitenzweig der Herren von Font ging, welche sich nun Font-La Molière nannten.
Nachdem Bern 1536 das Waadtland erobert hatte, kam Murist unter die Herrschaft von Freiburg und wurde der Vogtei Font zugeteilt. Nach dem Franzoseneinfall im März 1798 und dem folgenden Zusammenbruch des Ancien Régime gehörte das Dorf während der Helvetik und der darauffolgenden Zeit zum Bezirk Estavayer, bevor es 1848 in den Bezirk Broye eingegliedert wurde.
Ende des 20. Jahrhunderts wurden drei umliegende kleine Bauerndörfer nach Murist eingemeindet: Den Anfang machten La Vounaise und Montborget, die am 1. Januar 1981 mit Murist fusionierten. Mit Wirkung auf den 1. Januar 1992 wurde auch Franex eingemeindet.

## Sehenswürdigkeiten
- Die Pfarrkirche von Murist stammt aus dem 17. Jahrhundert. Im Ort sind einige charakteristische Bauernhäuser aus dem 17. bis 19. Jahrhundert erhalten.
- Auf der Höhe nordöstlich des Dorfes befindet sich der Tour de la Molière. Dieser imposante viereckige Bergfried aus dem 12. Jahrhundert ist der einzige erhaltene Überrest des ehemaligen Schlosses von La Molière, das im 16. Jahrhundert zerstört wurde.